# Louis Stewart

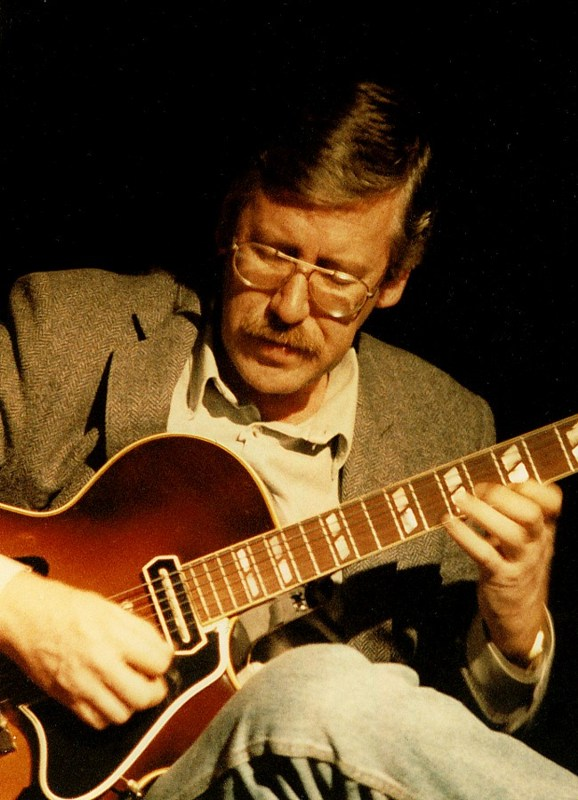
Louis Stewart

Louis Stewart (* 5. Januar 1944 in Waterford, Irland; † 20. August 2016) war ein irischer Jazzgitarrist und Komponist.

## Leben und Wirken
Stewart erhielt Klavierunterricht und spielte ab dem Alter von 15 Jahren Gitarre. Er spielte in verschiedenen Showbands und in der Band von Jim Doherty, mit dem er 1961 in den USA tourte. Er war Mitglied im Trio des Pianisten Noel Kelahan und in einem Trio mit dem Organisten Dick Keating und Saxophonisten Jim O’Reilly. 1968 war er Mitglied des Jim Doherty Quartetts, das beim Montreux Jazz Festival 1968 den Kritikerpreis der Jazzpresse gewann. Im folgenden Jahr kehrte Stewart nach Montreux zurück, wo er im Duo mit Alan Skidmore auftrat und erneut gewann, diesmal als bester europäischer Solist, einen Preis, der mit einem Stipendium am Berklee College of Music im amerikanischen Boston verbunden war (das er nicht wahrnahm).
Stewart spielte 1968/69 im Quartett und der Big Band von Tubby Hayes, arbeitete als Freelancer in Dublin, wo er auch viel komponierte. Ab 1969 begleitete er drei Jahre Benny Goodman; zwischen 1975 und 1979 war er Mitglied von Combos von Ronnie Scott. 1975 erschien sein erstes Album Louis the First (Hawk Records), dem viele weitere folgten, unter anderem mit Peter Ind (mit dem er seit etwa 1978 im Duo spielte), Red Mitchell, Spike Robinson, Bill Charlap und Peter King. 1979 tourte er in Australien mit Blossom Dearie und Don Burrows, spielte gelegentlich mit der Bigband von Harry South und mit dem skandinavischen Pianisten Per Husby.
Ende der 1970er-Jahre begann er mit George Shearing zu touren (u. a. Südamerika) und aufzunehmen. Er spielte in den 1980er-Jahren häufig mit Stephane Grappelli, arbeitete aber hauptsächlich als Freelancer mit eigenem Quartett und Trio. Er nahm auch mit Joe Williams, Carol Kidd, Eileen Farrell und J. J. Johnson auf, 1982 im Duo mit Jim Hall (The Dublin Concert). 
Seit 1994 spielte er häufig im Trio mit dem Bassisten Peter Washington und dem Schlagzeuger Lewis Nash; außerdem trat er als Solist auf. Er schrieb eine Reihe von Kompositionen, u. a. das von Ulysses von James Joyce inspirierte JoyceNotes, das er im Nationaltheatret in Oslo aufnahm. Er trat auch in Norwegen und Deutschland auf. Stewart wohnte seit den 1970er-Jahren in Dublin. Posthum erschien 2023 das Album Out on His Own (Livia Records).
Stewart wurde als zweiter Musiker überhaupt in die Aosdána gewählt und wurde 1998 Ehrendoktor des Trinity Colleges Dublin.

## Lexikalischer Eintrag
- Ian Carr, Digby Fairweather, Brian Priestley: Rough Guide Jazz. Der ultimative Führer zur Jazzmusik. 1700 Künstler und Bands von den Anfängen bis heute. Metzler, Stuttgart/Weimar 1999, ISBN 3-476-01584-X.
- John Chilton Who’s who of British Jazz, Continuum 2004